# Naoki Hiraoka
Pour les articles homonymes, voir Hiraoka.
Naoki Hiraoka (平岡 直起, Hiraoka Naoki) est un footballeur japonais né le 24 mai 1973.

## Biographie
Hiraoka est né à Sakai le 24 mai 1973. Après avoir obtenu son diplôme de fin d'études secondaires, il rejoint son club local, Gamba Osaka, en 1992. Il fait ses débuts en 1994 et devient un joueur régulier en tant que milieu de terrain gauche et arrière gauche en 1995. Cependant, il n'a pas pu participer au match de 2000 et a rejoint Nagoya Grampus Eight en août 2000. En 2003, il a rejoint le Shimizu S-Pulse et a joué pendant deux saisons. En 2005, il a rejoint le FC Gifu, un club de la ligue régionale. Il y joue de nombreux matches et le club est promu en Japan Football League à partir de 2007. En 2007, le club a remporté la troisième place et a été promu en J2 League. Cependant, il a pris sa retraite à la fin de la saison 2007.  

### Carrière d'entraîneur
Après avoir pris sa retraite, Hiraoka est devenu entraîneur du MIO Biwako Kusatsu, club nouvellement promu en Japan Football League en 2008. Il a dirigé le club jusqu'en août 2008.